# Misthoorn (Schokland)
La Misthoorn (en français, corne de brume) est une petite construction, situé à proximité du port, à l'extrémité nord de l'ancienne île de Schokland dans le Zuiderzee aux Pays-Bas. Elle est construite en 1922. Son nom lui vient de la corne de brume qu'elle abritait.

## Histoire
Lorsque l'île de Schokland est évacuée, sur ordre du gouvernement, en 1859, un certain nombre d'agents administratifs sont maintenus en fonction sur l'île, pour veiller à l'entretien du port et du phare. Vers 1900, une maison pour le gardien de phare est construite à Emmeloord, sur la partie nord de l'île. En 1922 un second bâtiment, connu comme le misthoornhuisje (la maison de la corne de brume) s'y ajoute. Lorsque le polder de la commune de Noordoostpolder est asséché, la corne de brume devient inutile. Le bâtiment est alors utilisé comme logement des personnes de passage. Depuis 1996, la maison accueille le centre d'information et de renseignements. Elle est partie prenante du site qui bénéficie d'une reconnaissance de patrimoine mondial de l'Unesco ainsi que de monument national néerlandais en raison de sa valeur culturelle, historique et architecturale.
Une réplique de l'ancien phare est construite en 2007.

## Galerie

Misthoorn (Schokland)
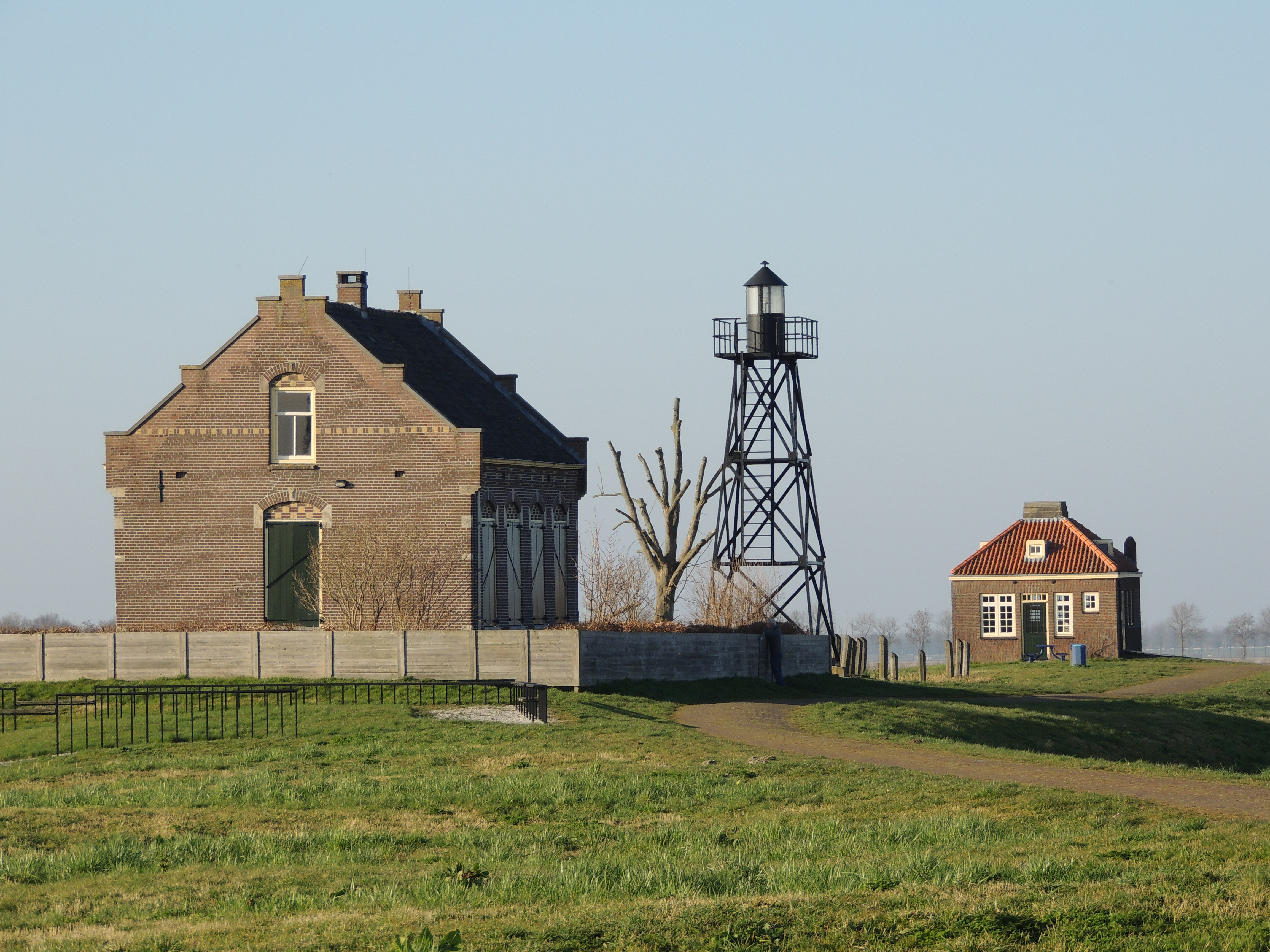
Maison du gardien à gauche et en arrière-plan, la misthoorn.
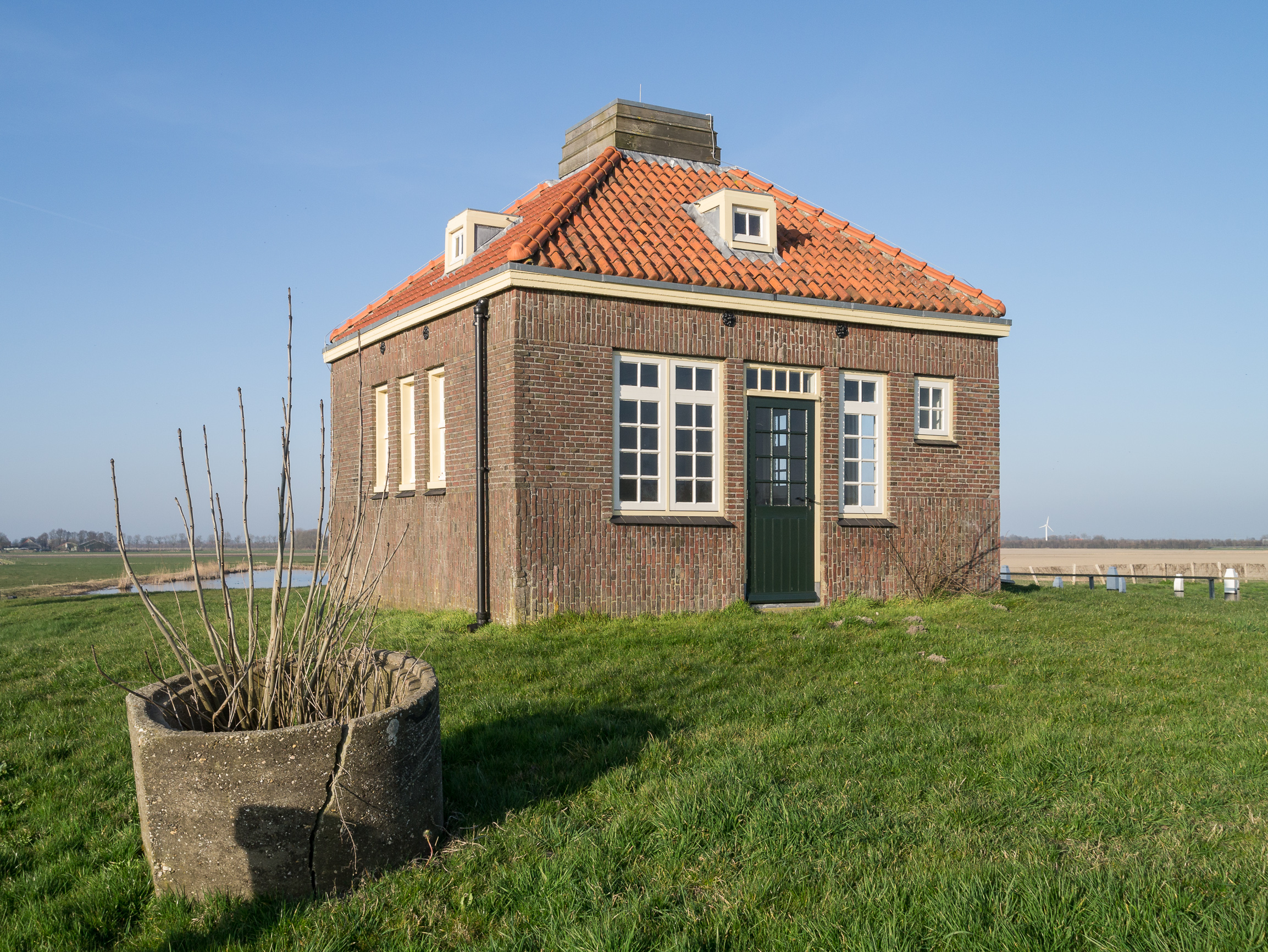
De profil.
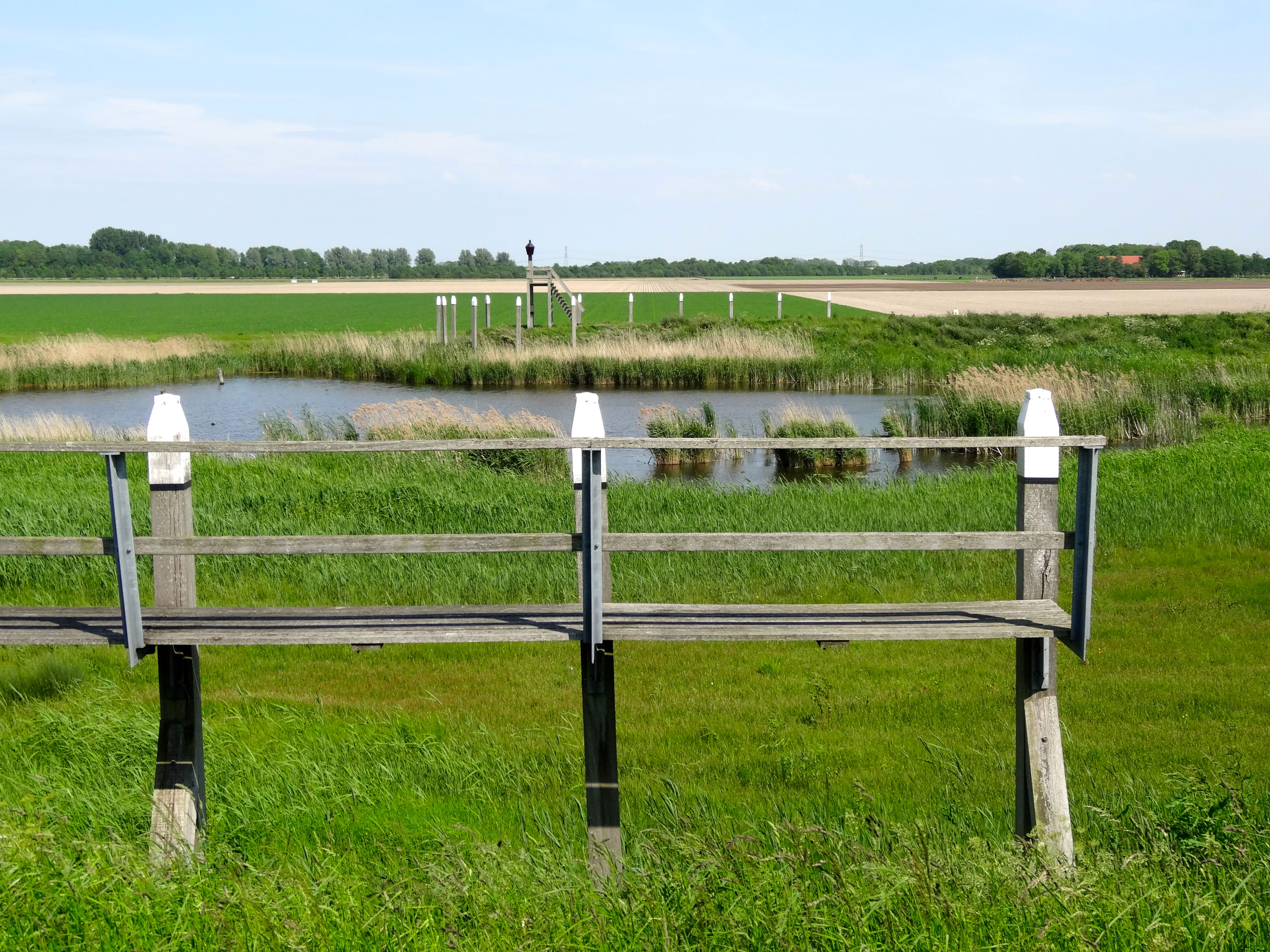
L'ancien port derrière la maison.
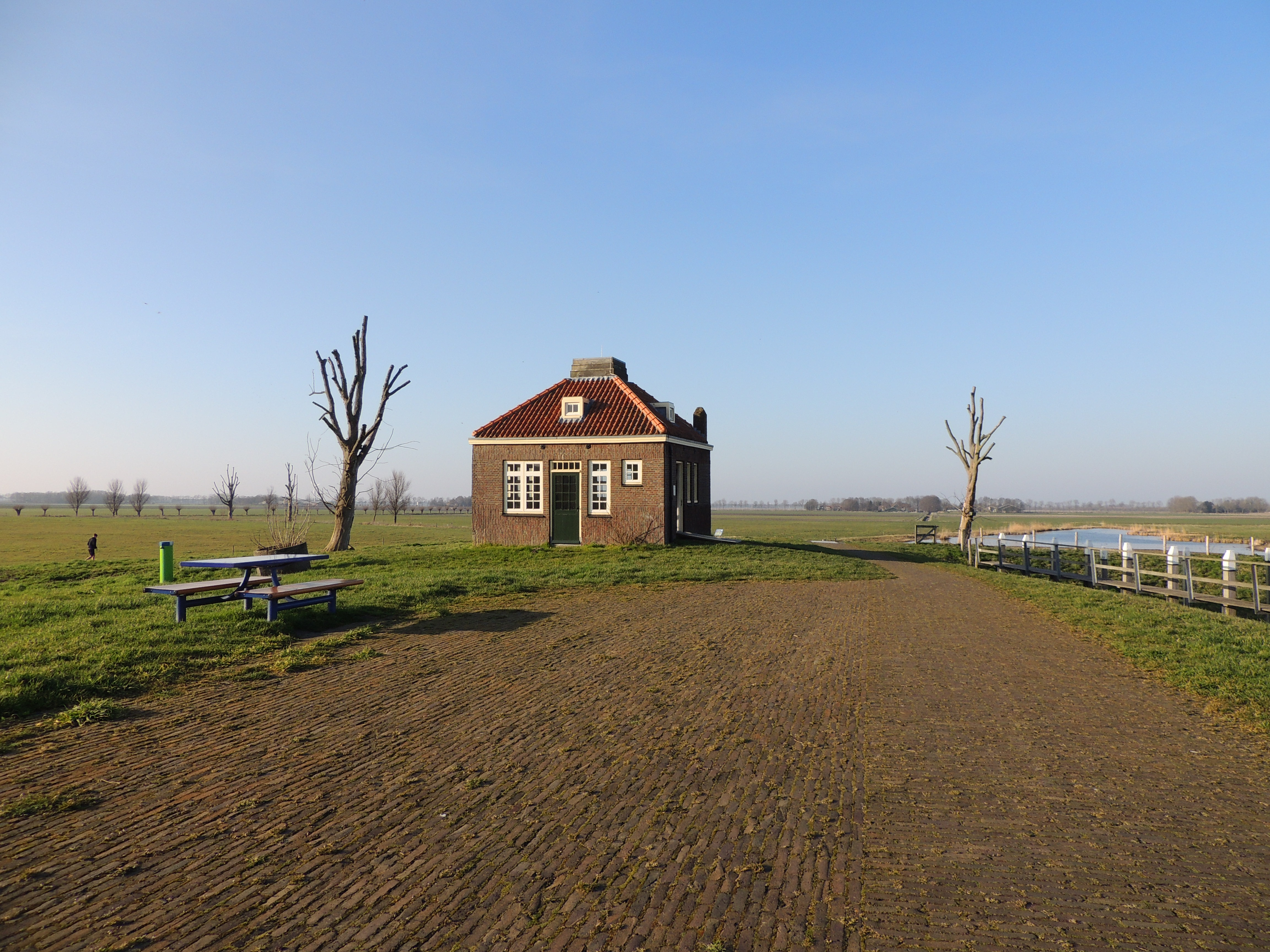
En arrière-plan, avec une aire de pique-nique à gauche.
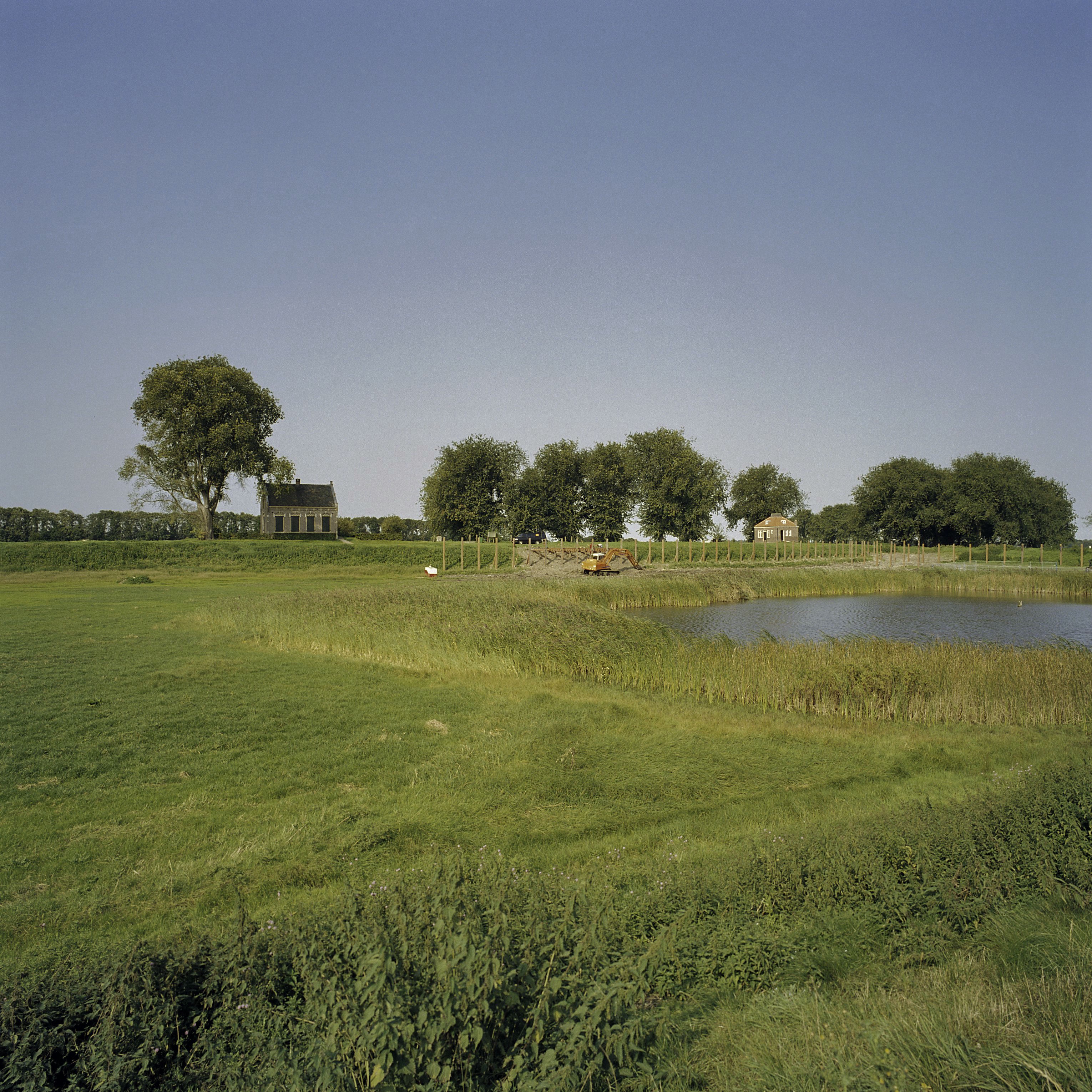
Vue panoramique.